# Liste des sommets de l'Engadine
Cet article a pour but de lister les principaux sommets de la vallée de l'Engadine. Ils sont classés géographiquement, en partant du sud-ouest (col de la Maloja) jusqu'au nord-est (frontière autrichienne).

## Haute-Engadine

### DeMalojaàSt Moritz, côté sud-est:chaîne de la Bernina
- Motta Salacina
- Piz da la Margna
- Muotta Naluns
- Piz Corvatsch
- Piz Murtèl
- Piz Rosatsch

### DeMalojaàSamedan, côté nord-ouest:chaîne de l'Albula

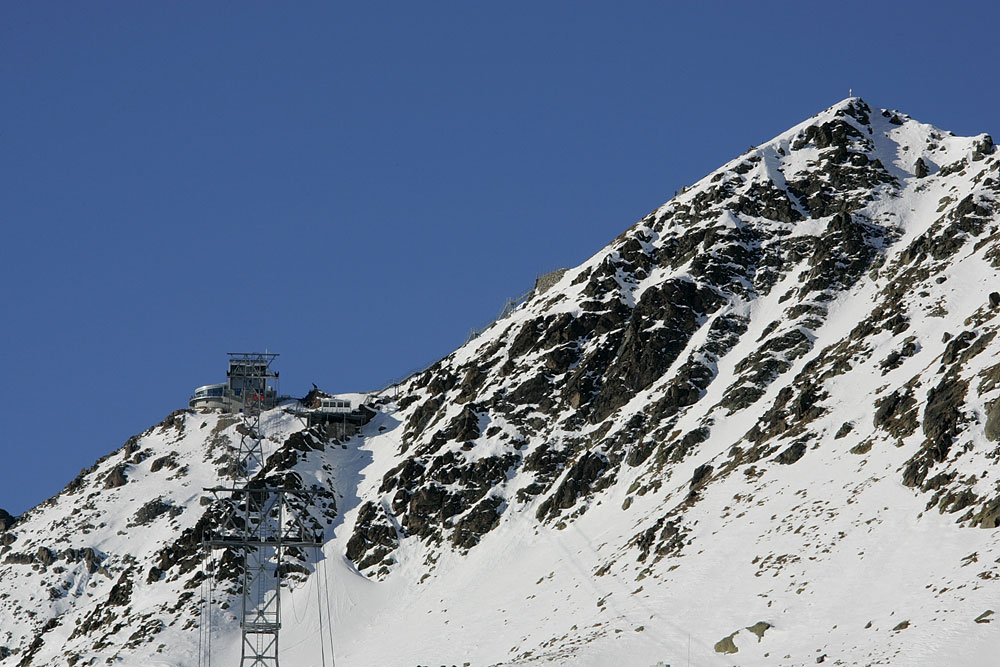
Le Piz Nair vu depuis Corviglia

- Piz Lunghin
- Piz Silvaplana
- Piz Polaschin, 3 013 m
- Piz Albana, 3 100 m
- Piz Julier, 3 380 m
- Piz Nair
- Piz Padella
- Trais Fluors

### DeCelerinaaucol de la Bernina, côté ouest:chaîne de la Bernina
- Munt Puntraschigna
- Piz Bernina, 4 049 m
- Piz Zupò, 3 996 m
- Piz Scerscen, 3 971 m
- Piz Argient, 3 945 m
- Piz Roseg, 3 937 m
- Bellavista, 3 922 m
- Piz Palü, 3 900 m
- Crast' Agüzza, 3 854 m
- Piz Morteratsch, 3 751 m
- Piz Prievlus, 3 609 m
- Piz Cambrena, 3 604 m
- Piz Glüschaint, 3 594 m
- La Sella, 3 584 m
- Piz Tschierva, 3 546 m
- Piz Sella, 3 506 m
- Piz Varuna, 3 453 m
- Piz Corvatsch, 3 451 m
- Piz Arlas, 3 375 m
- Piz Boval, 3 353 m
- Munt Pers, 3 207 m
- Piz Trovat, 3 146 m

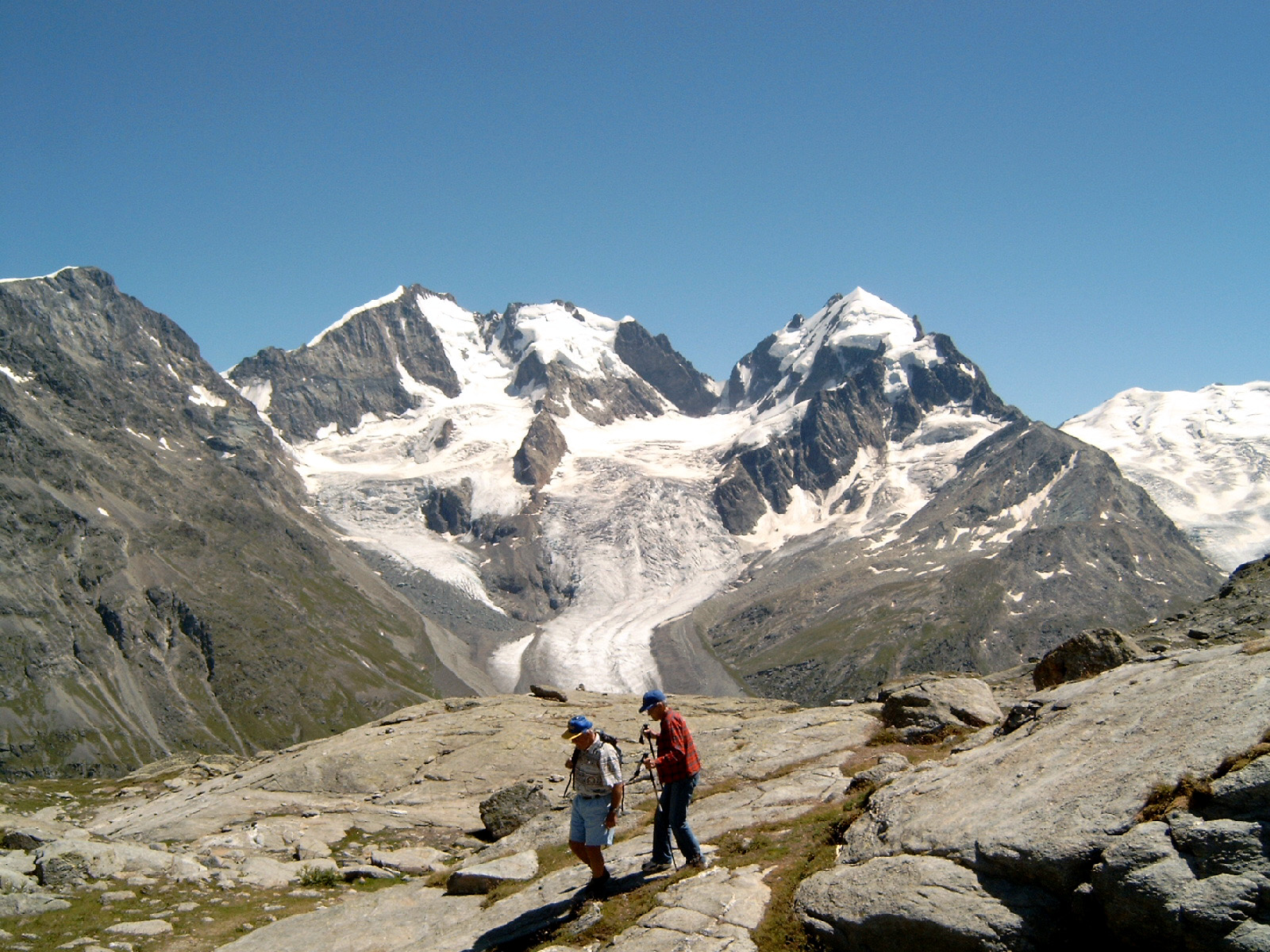
Le Piz Bernina et le Piz Roseg vus depuis Fuorcla Surlej

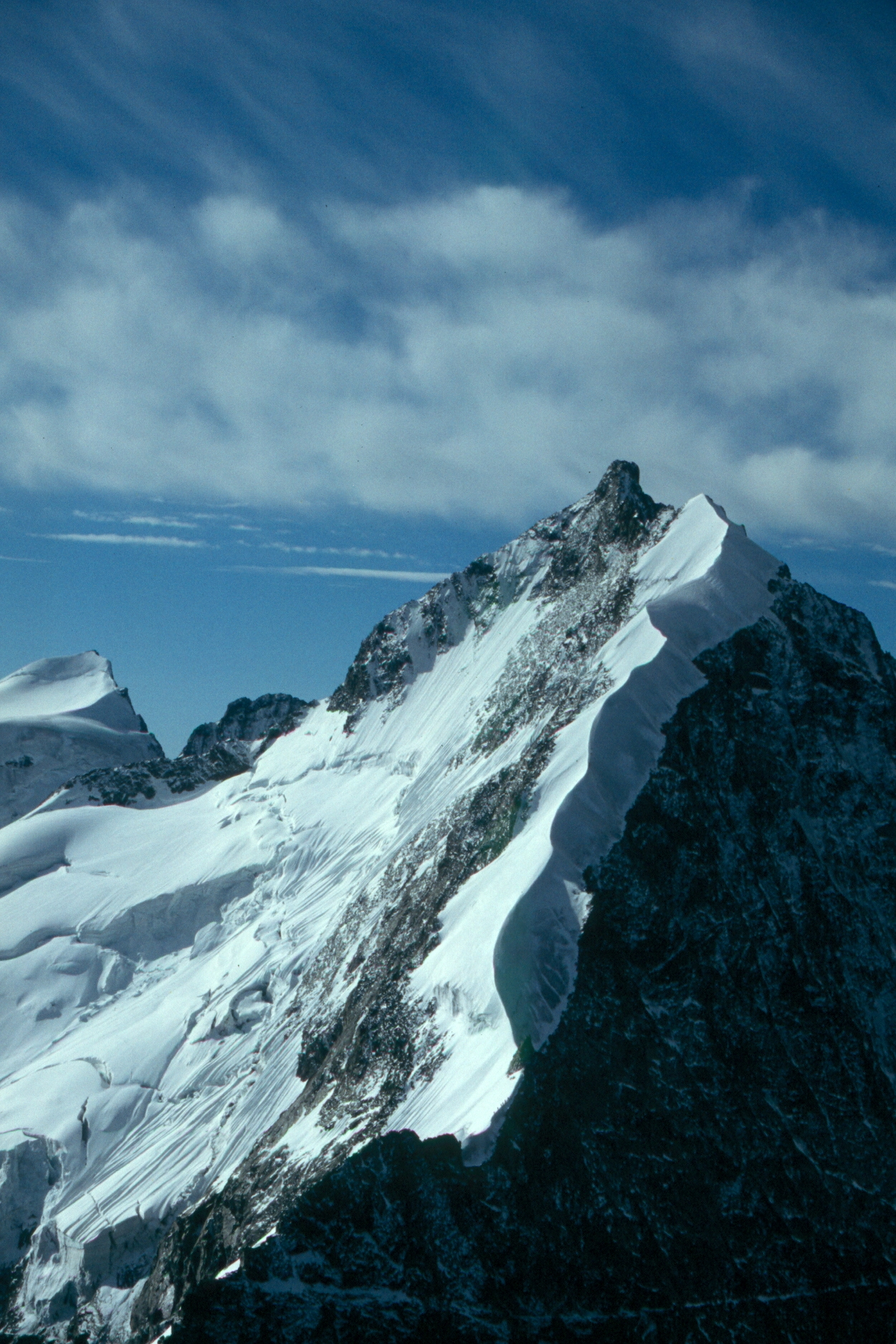
Le Piz Bernina et sa fameuse "arête blanche"

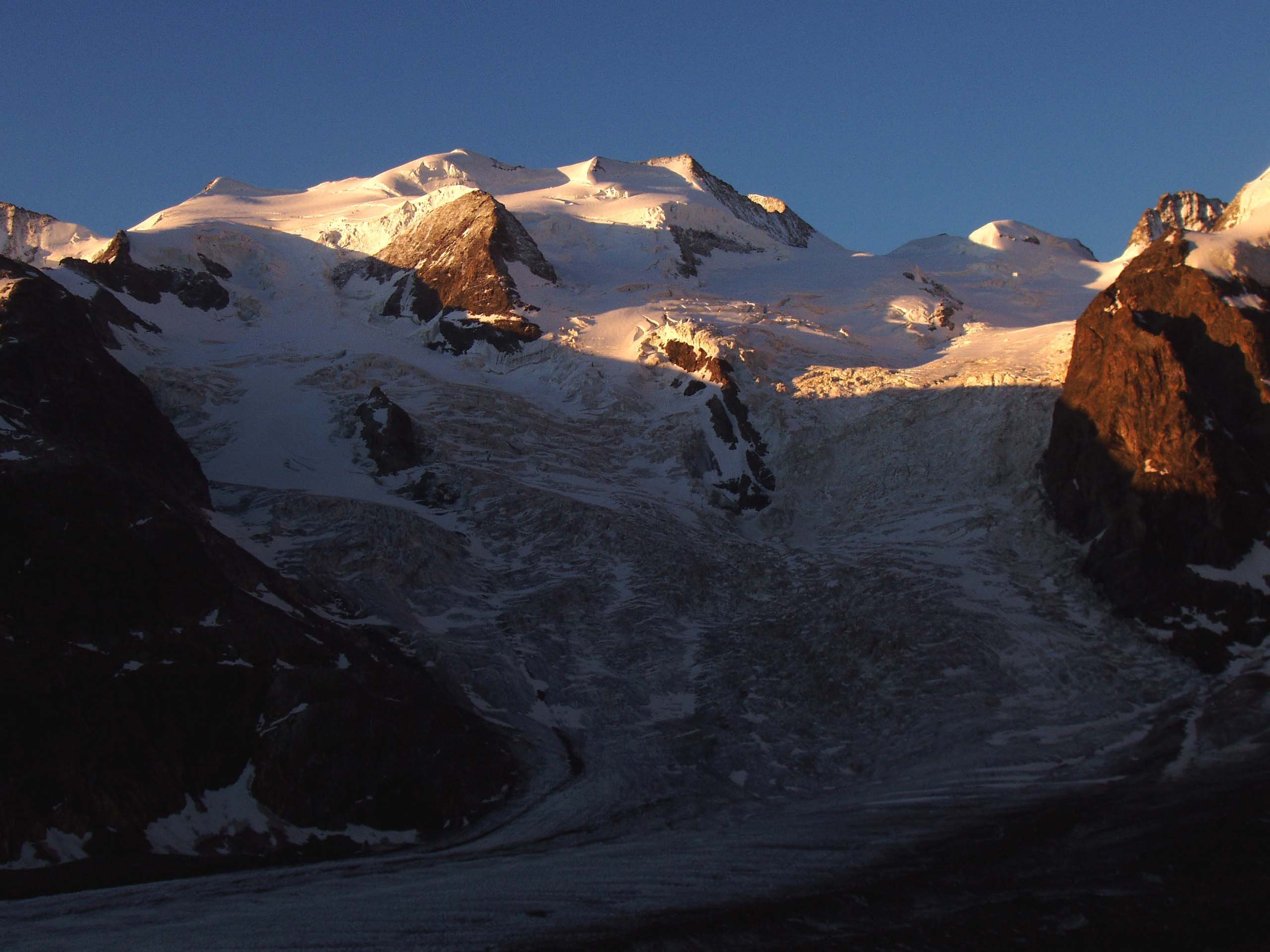
Le sommet de Bellavista

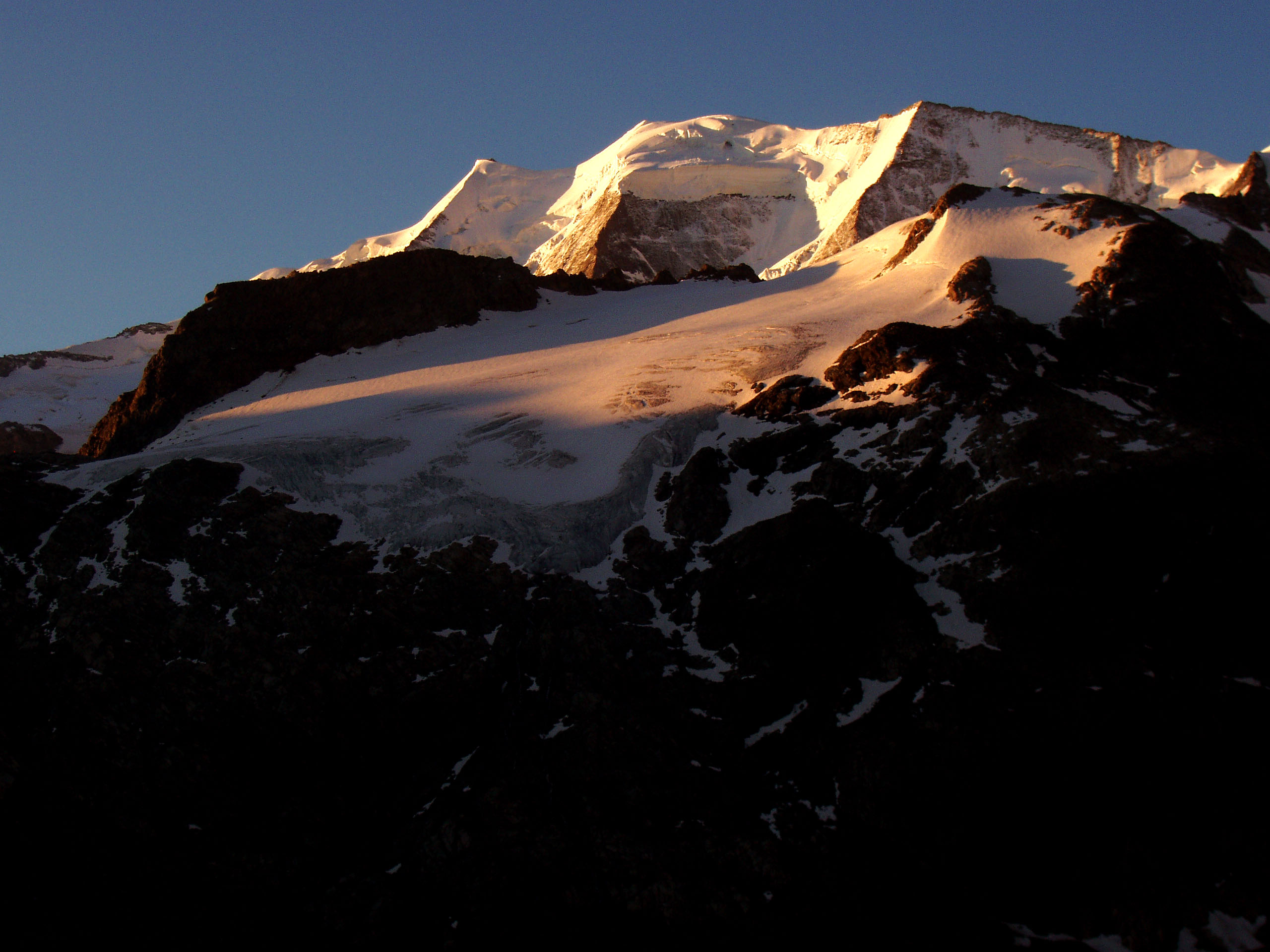
Le Piz Palü et ses trois sommets

Pour plus de détails, voir Chaîne de la Bernina.

### DeSamedanaucol de la Bernina, côté ouest:chaîne de Livigno
- Muottas Muragl, 2 568 m
- Piz Languard, 3 262 m
- Piz Vadret, 3 199 m
- Piz Albris, 3 166 m
- Piz Muragl, 3 157 m
- Piz Prüna, 3 153 m
- Piz Lagalb
- Piz Minor, 3 050 m
- Munt Cotschen, 3 104 m
- Piz la Stretta, 3 104 m

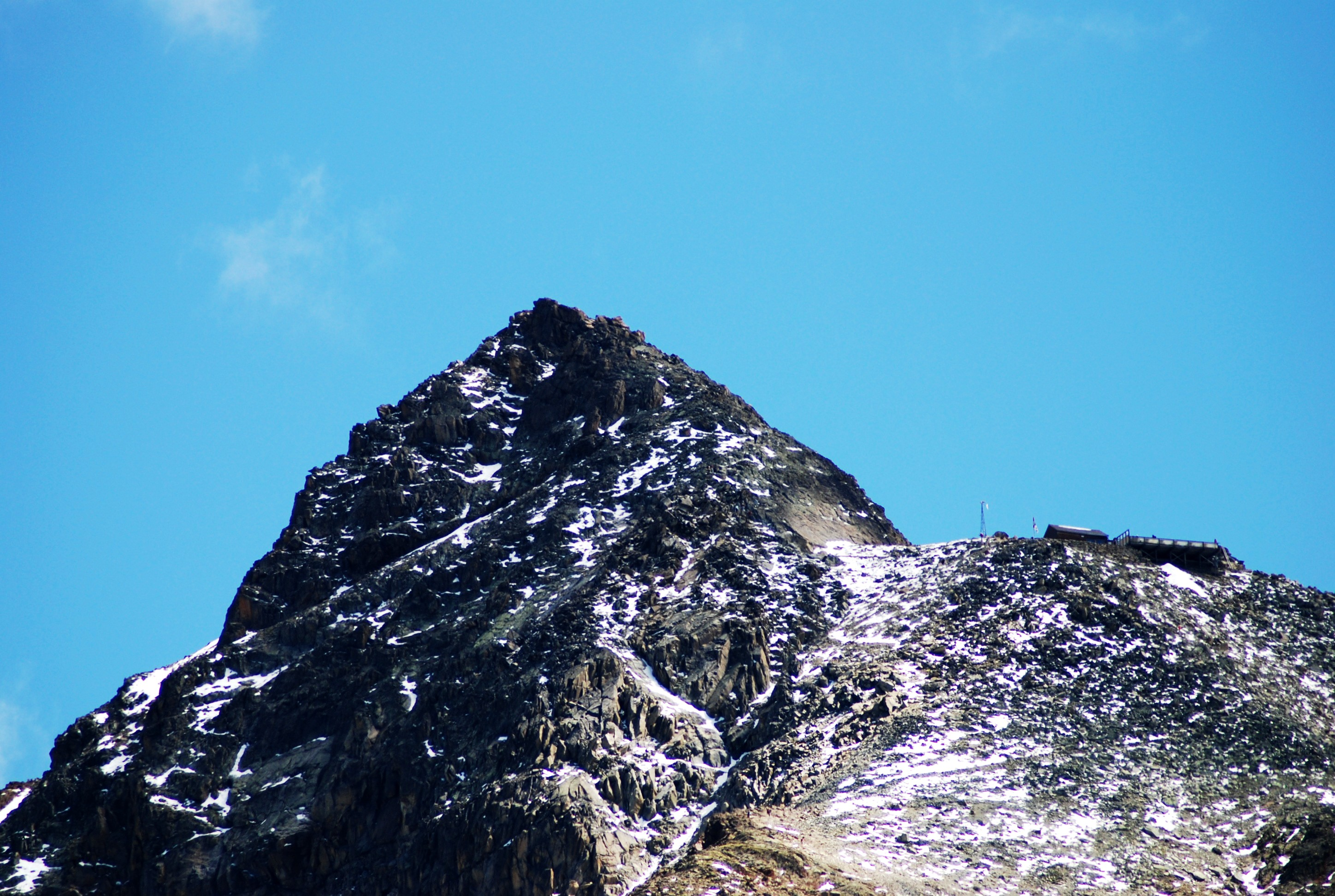
Le Piz Languard

Pour plus de détails, voir Chaîne de Livigno.

### DeSamedanauVal Trupchun, côté sud-est:chaîne de Livigno
- Munt Müsella
- Piz Müsella
- Piz Chaschauna, 3 071 m
- Piz Lavirun, 3 053 m

Pour plus de détails, voir Chaîne de Livigno.

### DeSamedanauVal Trupchun, côté nord-ouest:chaîne de l'Albula
- Piz Kesch, 3 418 m
- Piz d'Err, 3 378 m
- Piz Calderas, 3 397 m
- Piz Uertsch, 3 268 m
- Piz Jenatsch, 3 251 m
- Piz Ot, 3 246 m
- Piz Vadret, 3 226 m
- Piz Bever, 3 230 m
- Piz Saluver, 3 159 m
- Piz Grialetsch, 3 131 m

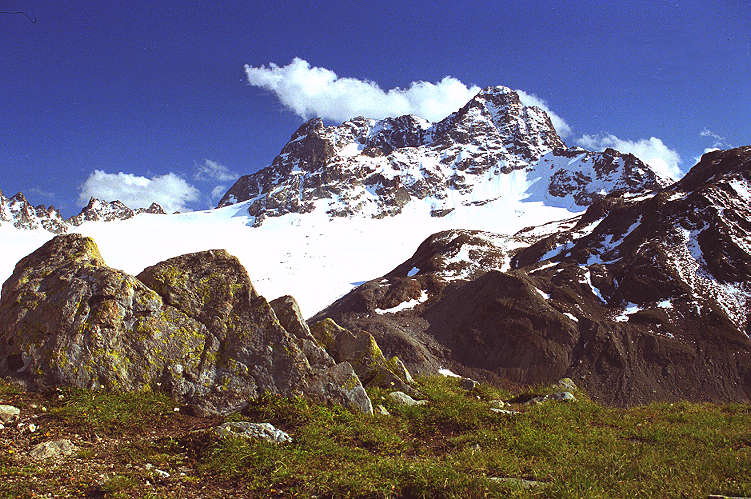
Le Piz Kèsch

Pour plus de détails, voir Chaîne de l'Albula.

## Basse-Engadine

### Sommets duParc national suisse:chaîne de Livigno
- Piz d'Esan, 3 127 m
- Piz Trupchun
- Piz Murtaröl, 3 177 m
- Piz Quattervals, 3 165 m
- Piz dal Diavel, 3 062 m
- Piz Fuorn
- Piz Mingèr
- Macun
- Munt la Schera, 2 586 m
- Piz da l'Acqua, 3 126 m

### Sommets de la Basse-Engadine, deZernezà Martina:chaîne de Sesvenna

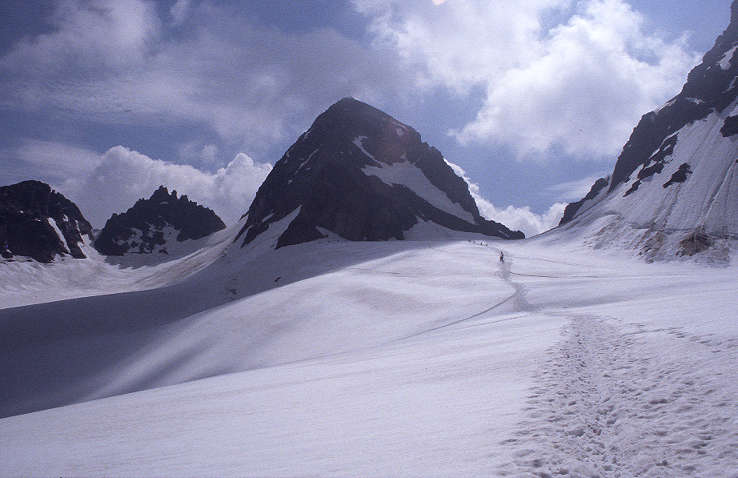
Le Piz Buin

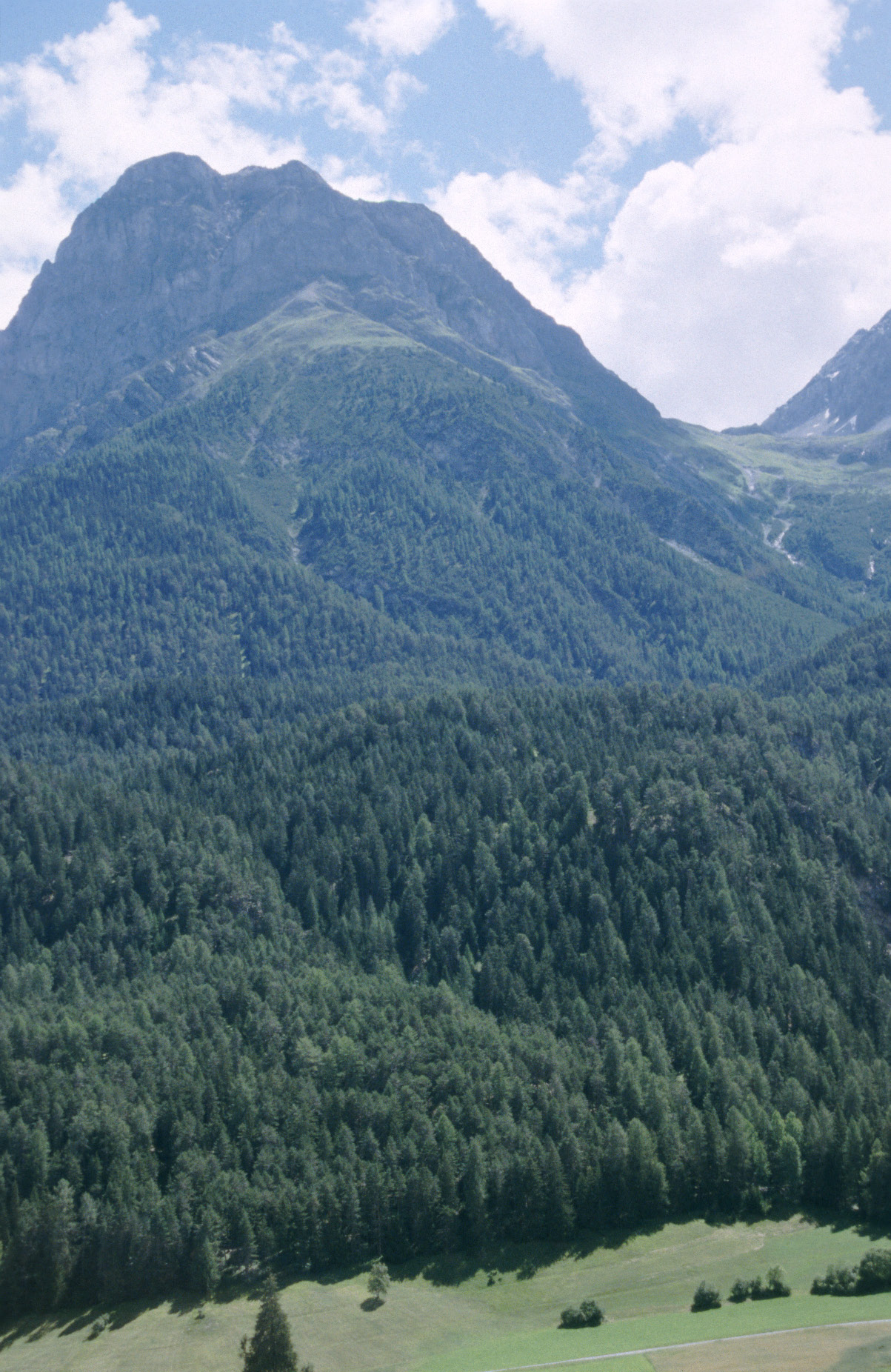
Le Piz Lischana vu de Scuol

- Piz Sesvenna, 3 204 m
- Piz Pisoc, 3 174 m
- Piz Travrü, 3 168 m
- Piz Plavna, 3 166 m
- Piz Muntpitschen, 3 162 m
- Piz Nuna, 3 124 m
- Piz Lischana, 3 106 m
- Piz Madlain, 3 099 m
- Piz Cristanas, 3 091 m
- Piz Foraz, 3 092 m
- Piz Mingèr, 3 081 m
- Piz Starlex, 3 075 m
- Piz Dadaint, 3 029 m
- Piz Arpiglias, 3 027 m
- Piz Nair, 3 010 m
- Flüela Schwarzhorn, 3 145 m
- Piz Linard, 3 410 m
- Piz Buin, 3 312 m